# Drymaeus
Drymaeus is een geslacht van weekdieren uit de klasse van de Gastropoda (slakken).

## Soorten
- Drymaeus iracema (Simone, 2015)
- Drymaeus terreus (Simone, 2015)